# (11248) Blériot
Pour les articles homonymes, voir Blériot.
(11248) Blériot est un astéroïde de la ceinture principale découvert le 16 octobre 1977 par Ingrid van Houten-Groeneveld.
Il a été nommé en l'honneur de Louis Blériot, à ne pas confondre avec Blériot (lune).

## Compléments